# .ck
.ck je vrhovna internetska domena (country code top-level domain - ccTLD) za Kukove otoke. Domenom upravlja Oyster Internet Services.

## Vanjske poveznice
- IANA .ck whois informacija  Arhivirana inačica izvorne stranice od 14. listopada 2007. (Wayback Machine)